# Living apart together

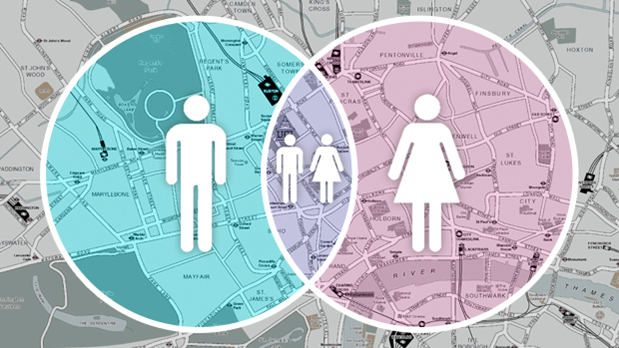
Parelles que estan juntes però viuen en cases diferents

El Living Apart Together (LAT) és un fenomen nou en les relacions que sembla tenir el potencial de convertir-se en la tercera etapa del procés de canvi social. A diferència de les parelles en commutar matrimonis que tenen una família en comú, les parelles que viuen en les relacions LAT tenen llars separades. Degut a la seva tendència a no tenir compromisos estructurals i confiar ens els  emocionals, les LAT poden ser vistes com una manifestació d'individualització.
Es determina que entre els adults més grans, però no entre els més joves, les relacions LAT solen ser una alternativa estable per viure en parella, dialogades en el context de les institucions i socials actuals. En català, s'està traduint com a 'Junts, però separats'
Tot i que les relacions no tradicionals són cada vegada més acceptades socialment, en molts sentits, les LAT encara es veuen com a desviades (i sense compromís) per part de terceres persones.
Estudis suggereixen que l'existència de la convivència com a institució social, juntament amb el matrimoni, és una condició prèvia necessària perquè les LAT siguin reconegudes com a institució social. Les relacions LAT no podrien existir a menys que existís una institució social anterior de convivència.

## Història
El terme LAT es va utilitzar per primer cop als Països Baixos als anys 70. Michel Berkiel, era un periodista holandès el qual mantenia una relació amb una dona amb qui no podia conviure juntament a causa de diferents raons.
Va escriure un article l'any 1978 al Haagse Post, sobre aquesta solució de “convivència” i recordant la pel·lícula Frank & Eva; living apart together, la va denominar LAT.
Des del segle xix el procés d'aparellament venia precedit d'un període de festeig preparatori que donava pas a la formalització del matrimoni, de caràcter estable. Aquesta s'identificava amb un home i una dona que convivien a la mateixa residència de per vida, compartien recursos econòmics, tenien o pensaven tenir fills, i es consideraven a si mateixos com a parella.
No obstant això, a partir dels anys setanta del segle xx, en els països més avançats va començar a difondre's la cohabitació com una estratègia prèvia, sobretot de "matrimoni a prova", però també com a alternativa al matrimoni en persones més grans o amb experiència d'aparellament anterior. Diferents autors van observar aquest canvi a conseqüència del major poder de decisió de la dona en l'esfera familiar.
En l'actualitat, el fenomen de les "parelles sense convivència" que els anglosaxons denominen com Living Apart Togehter (LAT), es refereix a persones que es consideren parelles però que no viuen habitualment en el mateix domicili, independent del seu estat civil. Corregeix aquestes desigualtats tradicionals de la dona dins les tasques de la llar familiar que li generaven una pèrdua de temps i d'independència i crea una autorealització femenina en el pla d'igualtat amb l'home. Per això, en aquelles societats com França o els països nòrdics amb majors índexs d'igualtat i independència de la dona, les relacions tipus LAT estan més difoses.

## Tipologia
Les parelles LAT no són un grup homogeni. Un estudi qualitatiu, realitzat amb Jan Trost publicat en suec el 2003, que incloïa 100 parelles de Suècia i Noruega va indicar que es poden dividir en dos grups: aquells que volen viure junts però per un motiu o un altre no poden fer-ho, i aquells que sí poden viure junts però no desitgen la convivència habitual amb la seva parella.
El grup d'aquells que volen viure junts, trobem dues raons dominants per mantenir una relació LAT: 
- Existència de tercers persones (fills, pares majors, etc.): Tenen sentit de responsabilitat i es veuen compromesos/es a cuidar als seus fills/es d'una relació anterior o als seus pares. Creuen que una família compartida amb la seva parella actual representaria una forma d'enganyar als seus propis fills i no volen fer-ho. Pensen que mantenir la casa com està, resulta més fàcil per mantenir relacions amb els seus fills o pares. Les persones que estan en aquestes situacions,el viure en LAT els permet tenir cura dels fills o pares i al mateix temps mantenir una relació amb la seva nova parella.
- Viuen, treballen o estudien en ciutats diferents: no volen triar entre la feina/estudis i la seva parella, volen i decideixen mantenir les dues opcions. Això provoca l'obligació de viure en cases separades. Pot semblar una situació temporal, ja que, en principi, és possible canviar de feina. Si un individu fa aquest pas, hauria de finalitzar o canviar els seus estudis i tot el que havia construït durant la seva carrera professional. Això, com assenyalen els experts, no parla de diners, sinó d'independència, d'individualització. En el passat, no es va promoure aquesta idea, es considerava que la dona era qui havia de renunciar al seu treball i traslladar-se on vivia el seu marit. Actualment, l'acceptació de la idea que una persona pot mantenir les dues coses és bastant generalitzada.

El grup d'aquells que no volen viure junts, fins i tot si podent fer-ho, trobem quatre raons dominants per mantenir una relació LAT:
- Per mantenir la seva independència (el control del seu temps lliure, de la seva economia...).
- No tenen suficient informació de la parella.
- Per evitar una altra relació dolorosa: per no crear les mateixes condicions que van provocar la ruptura de la relació passada (ja han viscut amb un marit/esposa o han cohabitat amb una parella). No volen cometre el mateix error dues vegades. Creuen que viure junts canviarà la forma en què cadascun d'ells es relaciona amb l'altre i que aquests canvis podrien amenaçar la supervivència de la relació.
- Parelles de persones grans que no volen abandonar la seva casa: solen ser persones viudes molt vinculades emocionalment a la seva llar i a les seves relacions familiars, fills i nets. Vivien, viuen o han viscut principalment en llars d'una sola persona durant molts anys, moltes de les coses que posseeixen estan relacionades amb records d'esdeveniments importants de la seva vida anterior. Si estan en un relació LAT és una manera que ambdós mantinguin les cases i les pertinences que estan estretament lligades a la seva identitat i benestar.

## Factors associats a les LAT
Per a identificar quins altres factors (a banda de l'edat) influeixen en les parelles per a escollir aquest tipus de vincle, es va realitzar una recerca utilitzant un model logit multimodal.
Aquest model calcula la probabilitat de trobar-se en una de les tres situacions descrites en l'article LAT; casat, visquent en llei comú, o visquent sol. Els factors tinguts en compte inclouen sexe, edat, nivell educatiu, ingrés personal, haver experimentat separació o divorci, estat d' immigrant, assistència setmanal al servei religiós i lloc de residència.(taula A.1). Si bé l'edat és un factor explicatiu, altres factors també estan associats amb una major probabilitat d'estar en una parella LAT. Homes i dones que han experimentat per lo menys un divorci o separació en el passat, especialment si vivien amb un fill d'una relació prèvia, eren considerablement més propensos a entrar en una relació LAT que aquells que mai havien tingut tal experiència. Algunes persones separades o divorciades van optar per estar en una relació LAT per a mantindre la seva independència i evitar caure en els hàbits que van associar les seves relacions prèvies.Entre aquells amb nens, la decisió de viure junts tindria encara més conseqüències, ja que donaria peu a la creació d'una família barrejada.
Les persones amb un major nivell d' educació també tenien més probabilitats d' estar en una relació LAT. Pel contrari, les persones que assistien a reunions religioses o serveis almenys una vegada a la setmana i els immigrants recents, eren una mica menys inclinats que altres a estar en una parella LAT. Aquestes troballes s'alinien amb els d'altres estudis que mostren que morals o culturals els valors a vegades s' associen amb l'acceptabilitat de les relacions íntimes no cohabitades.
L'augment en l'esperança de vida masculina i el fet que cada vegada més persones grans acabin en una segona o tercera relació explica aquestes tendències. Per exemple, entre 2001 i 2011, la proporció de persones de 60 anys i més que han experimentat dos o més les relacions durant la seva vida van passar del 14% al 26%. No obstant això, les parelles que no viuen juntes (2.3% de casos entre persones de 60 anys o més), de la mateixa manera que les parelles que viuen en llei comú (4.8% dels casos), romanen relativament estranyes entre la gent gran.

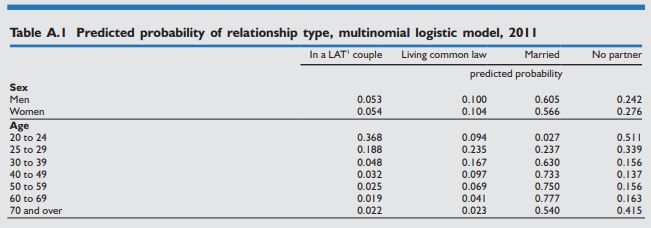

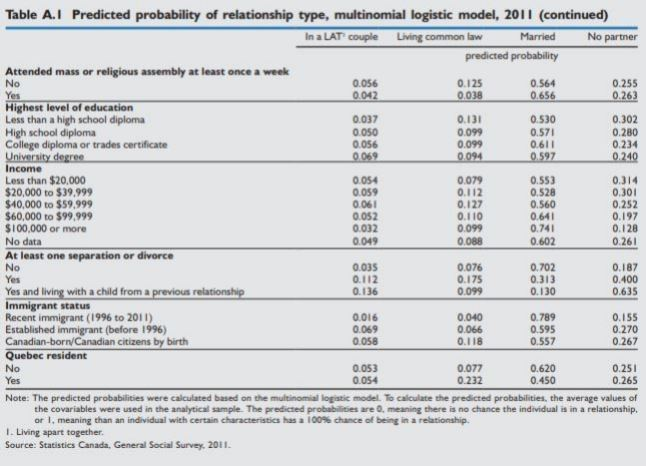